# Lynden Evans
Lynden Evans, född 28 juni 1858 i LaSalle i Illinois, död 6 maj 1926 i Chicago i Illinois, var en amerikansk politiker (demokrat). Han var ledamot av USA:s representanthus 1911–1913.
Evans ligger begravd på Graceland Cemetery i Chicago.